# Moffat County
Moffat County is een county in de Amerikaanse staat Colorado.
De county heeft een landoppervlakte van 12.282 km² en telt 13.184 inwoners (volkstelling 2000). De hoofdplaats is Craig.